# 宁夏历史
宁夏地區历史悠久，是漢族的原居地之一和古代东亚农业的主要发祥地之一。屬漢地雍州地域。丝绸之路也在这里留下了众多名胜古迹和灿烂文化，亚洲各民族文化的交流地。

## 先秦时代
- 早在三万年前的旧石器时代晚期，人类就在宁夏这块土地上繁衍生息。周朝为西戎的散居地，西周時已经建有西周的封国，2017年4月，在宁夏彭阳县的红河流域发现的姚河塬遗址，彻底推翻了之前历史学界关于“周人文化未过陇山（六盘山）”的论断。西周时期部分地区由玁狁所控，春秋戰國則建有朐衍國。

## 秦汉时代
- 秦属北地郡，汉、魏分属郡州。
- 西汉时在今银川东郊建北典农城。

## 两晋南北朝时代
- 南北朝夏国赫连勃勃改建北典农城为“丽子园”。北周建德三年（574年）置怀远郡怀远县。

## 随唐五代时代
- 漢族隋朝開皇元年属霊州，大業3年改制靈武郡。
- 唐分归两道（路）。唐仪凤二年（677年）怀远县城遭黄河水患冲毁，第二年在故城西（今银川城区）筑怀远新城。
- 唐初。羌族中的党项族开始强大起来。其中拓跋赤辞投降唐，被赐姓李，迁其族人至庆州（在今宁夏回族自治区内），封为平西公。自此在此定居。唐僖宗時，夏州偏將党项族拓跋思恭平黄巢之亂有功，再次被赐姓李，称夏州定难军節度使，封夏国公。从此拓跋思恭及其李姓后代以夏国公成为当地的藩镇势力。

## 宋夏
- 宋初，西夏初为宋朝藩国。北宋建隆元年（960年）春，宋太祖下制加党项首领李彝殷守太尉，并赐予国姓。
- 赵匡胤后来意图削藩镇的兵权，引起西夏李氏的不满。虽然西夏一开始服从宋的命令，但两者之间的矛盾不断加剧。宋太宗时赐姓赵，宋真宗时封为夏州刺史。党项族首领也接受北方辽国册封，李继迁被辽封为夏国王。
- 1032年李德明之子李元昊继夏国公位，开始积极准备脱离宋。他首先弃李姓，自称嵬名氏。第二年以避父讳为名改宋明道年号为显道。开始了西夏自己的年号。在其后几年内他建宫殿，立文武班，规定官民服侍，定兵制，立军名，创造自己的文字（西夏文）。1038年10月11日称帝，国号“大夏”（以夏州得名，一說羌语中的夏=东），建都兴庆府（今宁夏银川东南）。由於在宋朝西部，史稱西夏。1227年西夏皇帝李睍在中興府被圍半年後投降蒙古，西夏军民很多被蒙古人屠杀，西夏灭亡。

## 元朝
- 元初在西夏故地置宁夏行省（取「夏地安宁」意得省名，始有“宁夏”地名），以西夏故都为中兴府，改宁夏路。至元二十四年（1287年）将宁夏行省并入甘肃行省，于宁夏设宁夏府路。[1]

## 明朝
- 明设宁夏卫，属陕西都指挥使司。

## 清朝
- 清属甘肃省。甘肃省（含宁夏）属于内地十八行省。乾隆年代兰州起为陕甘总督府驻地。
- 1862年，陕西甘肃一带爆发了大规模的穆斯林反清起事，史称“同治陕甘回变”。1863年正月，回軍攻陷固原城（今寧夏固原市），「城内官民男妇共死者二十余万人」。[2]1863年十月，回軍在寧夏府城屠城，「漢民十餘萬被屠殆盡」[3]。同月馬化龍的回軍攻陷靈州城（今寧夏灵武市），「屠戮二萬餘人」。[4]1869年九月，馬化龍的回軍在靈州饿死及屠殺民十餘萬人。[5]:112馬化龍多次降而复叛，经过李鸿章、左宗棠、刘松山、刘锦棠、董福祥等人的围剿，1870年十一月，糧盡援絕的馬化龍向清軍投降，清政府重新控制寧夏。[5]:115-116

## 民国

### 辛亥宁夏起义
1911年10月10日武昌辛亥革命首义后，10月22日，西安光复。陕西革命军政府民军都督张云山传帖敦促宁夏革命党人和哥老会组织起义，陕西革命军作为策应。11月9日，宁夏县知县陈元骧下令昼夜巡查，搜捕革命党人与哥老会众。11月9日，与此同时陕甘总督长庚、陕西巡抚升允，当即抽调西军帮统马麒所部马步七营，前往宁夏剿办起义军。1月14日晚，清军包围了宁夏革命党据点宁夏府四川会馆。由于当晚革命党人与哥老会首领正议事于东岳庙，清军扑空。
11月15日晚以巡防续补五营为主力，革命党在银川、灵州、平罗、中卫各地同时起义。11月15日双方激战，由于指挥不周，武器低劣等原因，起义军未能攻克府城，撤退至城北八里桥。11月16日，哥老会在银川暴动，驻宁清军标营千总李敬忠率队镇压，会众溃散。17日，革命党高登云率部攻克灵武城，成为当时甘肃省境内第一个光复革命的县，宁夏起义军军心大振，11月19日夜再次发动起义，兵分7路成功攻克宁夏府城。
11月23日，孙廷寿、吕锡有等人筹组宁夏临时革命政府。随后，宁夏革命军政府在原府城道台衙门前宣告成立，推举原宁夏道台孙廷寿为大元帅（未到任），刘先质为宁夏革命起义军督指挥，刘华堂为副指挥，革命军下设5标（相当于团）及四路防军。同时颁布《新政大纲》和《临时政纲》，以此布告安民，宣传民主革命之意。为巩固胜利果实，宁夏军政府立即照会山西和陕西军政府大都督阎锡山、张凤翔，希冀“嗣后相助，以利军事”。
12月中旬马麒部进抵青铜峡广武营，并于17日攻占广武，夺取青铜峡黄河峡口，19日与满营清军会合，三面包围宁夏府城。清军屡次强攻不克宁夏府城后，策反原清军管带牟宪章等人，城门洞开，遂克银川。随后清军攻克周围堡寨，起义军溃散。12月20日清军直扑灵州，灵州虽城池高大但此时已成孤城，被迫之下起义军议和勿伤百姓，高登云率部撤离灵州，而清军入城后却不守信用，杀害民众3000多人。
民国元年（1912年）1月，改宁夏府为宁夏道。1912年2月22日，清帝退位，甘肃通电承认共和，马麒向升允提出停战言和要求，西军由宁夏府撤回兰州。
民国元年（1912年）5月，马福祥被北洋政府任命为宁夏镇总兵，其部队被称为“昭武军”。1913年7月，马福祥在黄河上的大船上诱捕了后套地区旺丹尼玛，得到袁世凯赏识，特改任马为宁夏护军使，驻宁夏府，统领宁夏全境，节制蒙古阿拉善旗、乌审旗、鄂托克旗三旗。
民国二年（1913年），改宁夏道名为朔方道，治宁夏府城，领宁夏县、宁朔县、中卫县、平罗县、灵武县、金积县、盐池县、镇戎县共8县。
1920年12月16日，发生海原大地震，为里氏8.5级特大地震，该地震释放的能量相当于11.2个唐山大地震，造成宁夏、甘肃、陕西、山西等地71个县共234117人口死亡。其中，宁夏境内死亡人数共计147271人。
1921年，马鸿宾任宁夏镇守使。
1928年中华民国政府将青海、宁夏从甘肃省单独置省，宁夏是中华民国时期的塞北四省（热河省、察哈尔省、绥远省、宁夏省）之一。

## 現代
1949年中华人民共和国成立。1954年宁夏省撤销，北部的「阿拉善和碩特特別旗」與「額濟納舊土爾扈特特別旗」（即現在的阿拉善盟）歸入內蒙古自治區，其余部分并入甘肃省，宁夏属县属甘肃省银川专区。1958年10月25日宁夏回族自治区成立，甘肃省银川专区撤销，宁夏各县直属自治区。宁夏为中国的五大省级少数民族自治区之一，然而区內漢族人口比例超過一半。1963年西北各省最后划定省界。